# MainTheme Records
MainTheme Records ist ein deutsches Hip-Hop-Label aus Berlin-Schöneberg, welches 2002/2003 gegründet wurde. Die beiden Frontrapper des Labels sind She-Raw und Serk. Auf den veröffentlichten Platten sind oft Features der Labelkollegen zu hören, da viel im Team gearbeitet wird. Das Label bildet zusammen mit dem Musikverlag Theme-Music und einer Vertriebsabteilung das Unternehmen Maintheme Entertainment.

## Mitglieder des Labels
- Yarit (Organisation, Management)
- She-Raw
- Serk
- Zwang
- DJ Versatile
- SchampusOne
- RISk 23

## Veröffentlichungen
- Serkulation (Serk, 2003)
- Code: Rap (Sampler, 2004)
- Restlicht Starterkit (Shadow, 2005)
- Die Straßen der Hauptstadt (Zwang, 2005)
- 41 Karat (Sampler, 2005)
- Beauty and the Beats (She-Raw, 2005)
- Vers City (Mixtape, 2005)
- Serk Vorgeschmack Tape Vol. 1 (Serk)
- Diss mich is nich (Serk, 2006)
- Vers come to Worst (Mixtape 2006)
- Serk to DaBeat (Serk, 2006)
- Fame Convention (Sampler, 2007)
- Revolution (König Quasi, 2007)
- Für das Volk (König Quasi, 2008)
- Battle EP (SchampusOne, 2008)
- Cool Down (König Quasi, 2009)
- Serk Best of (Serk, 2009)